# Östads socken
Östads socken i Västergötland ingick i Ale härad, ingår sedan 1971 i Lerums kommun, från 1975 även en del av Alingsås kommun och delen i Lerums kommun motsvarar från 2016 Östads distrikt. 
Socknens areal är 85,19 kvadratkilometer varav 64,53 land.  År 1955 fanns här 898 invånare. Östads säteri, tätorten Sjövik, orten Lunden-Hoppet samt kyrkbyn Östad med sockenkyrkan Östads kyrka ligger i socknen.

## Administrativ historik
Socknen har medeltida ursprung. Den nordligaste delen av socknen (Brobacka och Österäng med omnejd), hörde tidigare till Långareds jordebokssocken, även om den hörde till Östads kyrkosocken. Från och med 1887 kom detta område att helt överföras till Östads socken. 1975 överfördes detta område, jämte norra delen av Östads by (Östads säteri med omnejd, tidigare kallat Överbyn) till Långareds församling och Alingsås kommun.
Vid kommunreformen 1862 övergick socknens ansvar för de kyrkliga frågorna till Östads församling och för de borgerliga frågorna bildades Östads landskommun. Landskommunen inkorporerades 1952 i Stora Lundby landskommun som 1971 uppgick i Lerums kommun.
1 januari 2016 inrättades distriktet Östad, med samma omfattning som församlingen hade 1999/2000.
Socknen har tillhört län, fögderier, tingslag och domsagor enligt vad som beskrivs i artikeln Ale härad. De indelta soldaterna tillhörde Västgöta-Dals regemente, Kullings kompani och de indelta båtsmännen tillhörde Västergötlands båtsmanskompani..

## Geografi
Östads socken ligger nordost om Göteborg med de stora sjöarna Mjörn i öster Anten i norr och vildmarksområdet Risveden i väster. Socknen har odlingsbygd i öster och skogsbygd i väster. Efter Mjörn och Anten är största insjö Tinnsjön som delas med Kilanda socken i Ale kommun.
Inom socknen finns naturreservaten Trehörningen som delas med Skepplanda och Kilanda socknar i Ale kommun samt Rammdalen. Båda ingår i EU-nätverket Natura 2000 och förvaltas av Västkuststiftelsen.
Kyrkbyn hade tidigare gästgivaregård och var bygdens centrum, men överflyglades av Sjövik som växte fram när Västergötland-Göteborgs Järnvägar (Västgötabanan) öppnade station här 1900. Övriga stationer och hållplatser inom Östads socken var Buaholm, Österäng och Anten.
Socknen hade en befolkningstopp mellan 1850 och 1890 med över 1 200 invånare. Inte förrän på 1990-talet uppnådde Östad på nytt samma befolkningstal. Som minst var befolkningen nere i under 900 invånare från andra världskrigets slut till 1960-talet.

## Fornlämningar
Cirka 30 boplatser och två hällkistor från stenåldern är funna. Från bronsåldern finns gravrösen. Från järnåldern finns nio gravfält och domarringar. Fornåkrar har påträffats.

## Befolkningsutveckling
Befolkningen ökade från 976 1810 till 1 225 1870 varefter den minskade till 872 1960 då den var som minst under 1900-talet. därefter ökade befolkningen på nytt till 1 238 1990.

## Namnet
Namnet skrevs 1423 Ødistadha och kommer från kyrkbyn. Efterleden är sta(d), 'boplats, ställe'. Förledens tolkning är oklar, den kan innehålla ödhe, öde tillstånd' men kan alternativt innehålla ett mansnamn Ödhir.

## Bilder

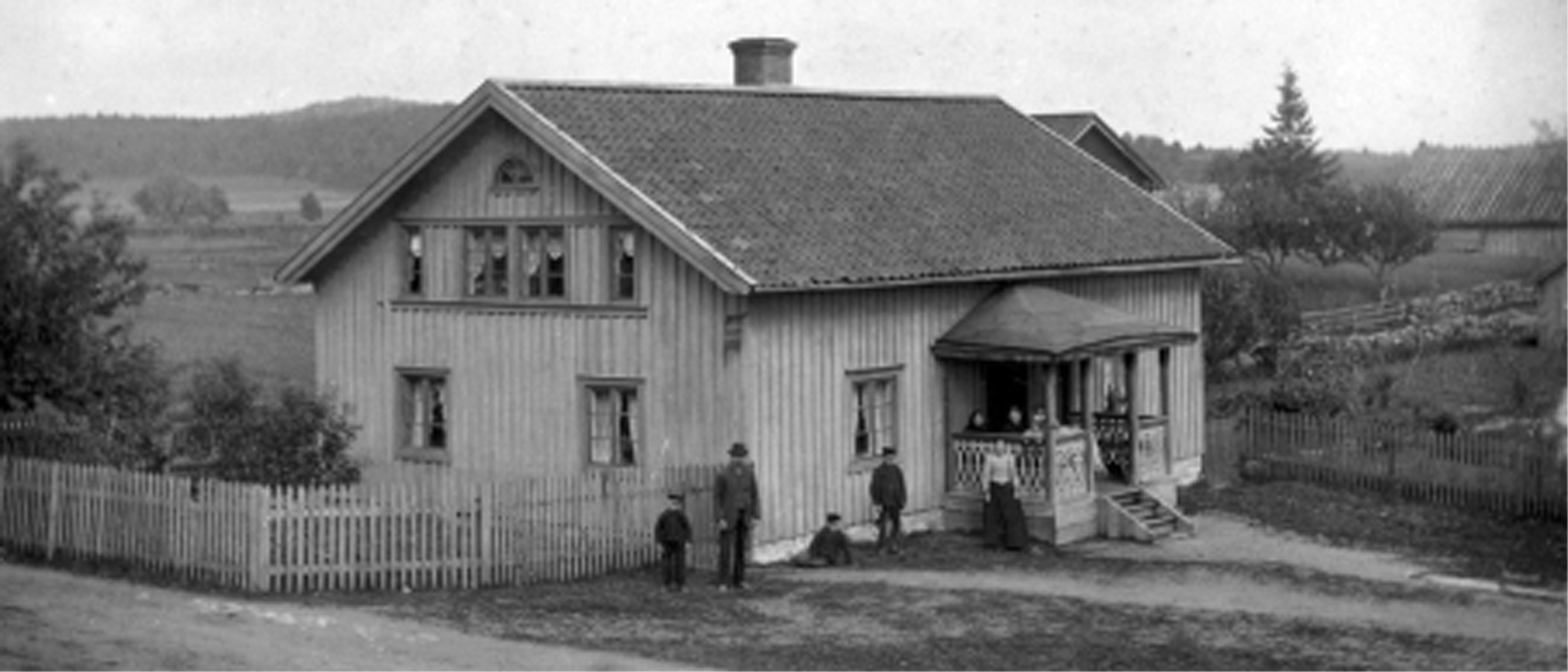
Östads gästgiveri 1895. Huset står kvar än idag.